# Pilota de platja

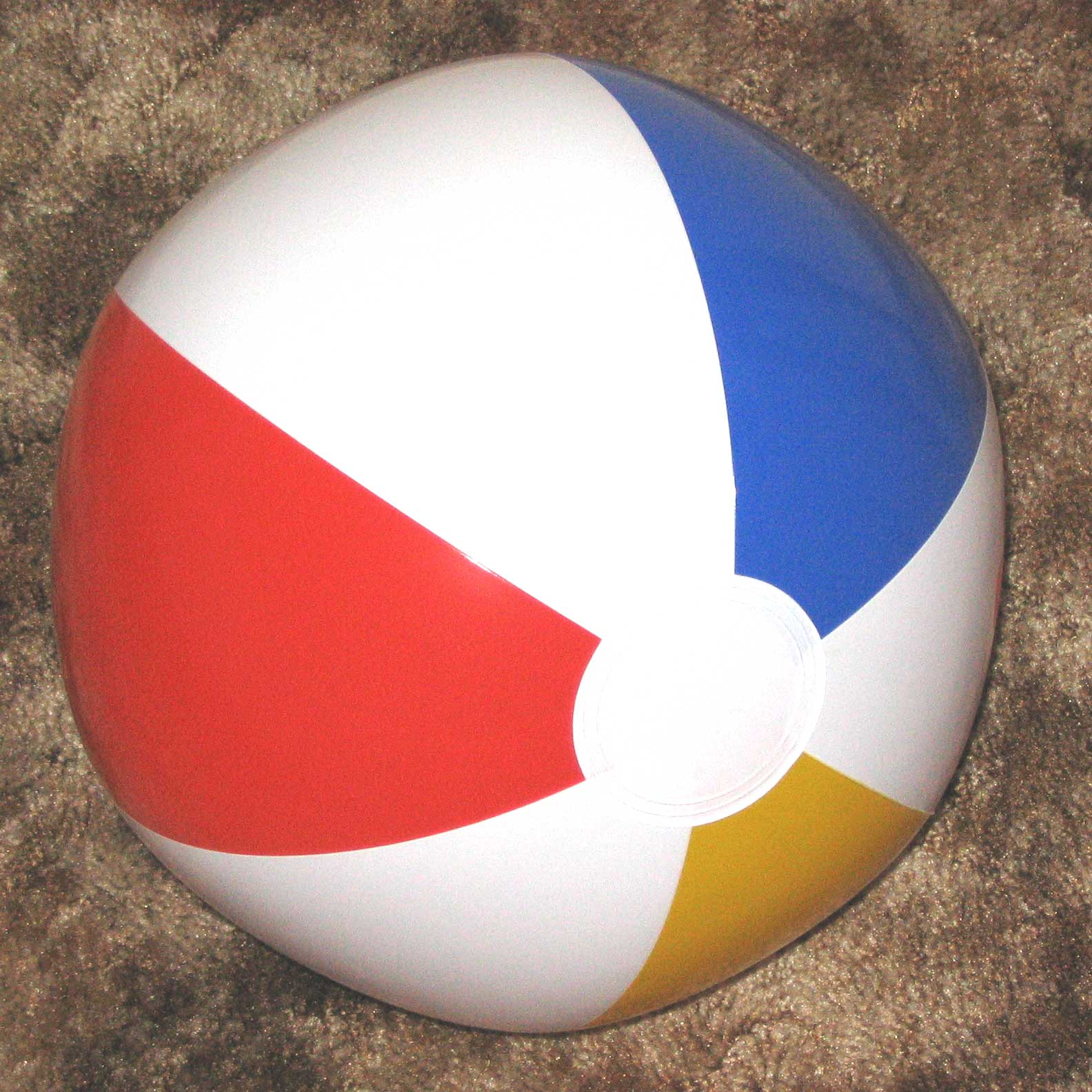
Pilota de platja

Una pilota de platja és una pilota inflable que s'utilitza per jugar a la platja, a l'aigua o en altres entorns. La invenció de la pilota de platja s'atribueix a Jonathon DeLonge el 1938. Les pilotes de platja estan fabricades de PVC o un altre plàstic lleuger. La seva estructura es compon de diversos trossos d'aquest material que formen una figura esfèrica. La seva lleugeresa exigeix menor esforç per moure-la a la vegada que se l'imprimeix un moviment necessàriament lent. A més a més, per la seva grandària, ha d'agafar-se amb les dues mans, el que la fa ideal per a jocs tranquils i infantils.
Les pilotes de platja tenen diferents mides. Generalment, estan formades per diversos panells de plàstic segellats que s'uneixen a dos panells circulars, un a cada extrem de la pilota. En un d'aquests panells es troba una vàlvula telescòpica per la qual s'introdueix l'aire. Un disseny habitual de pilota de platja consisteix en diversos panells de colors que alternen amb panells blancs formant franges. Les pilotes estan dissenyats per ser inflades bé amb la boca bé amb un inflador, pel que es poden guardar i transportar doblegades i muntar-les només quan s'arriba a la destinació.
Les pilotes de platja són un típic objecte de marxandatge, pel que sovint es troben serigrafiades amb imatges, missatges i logotips comercials.